# Atletica leggera ai Giochi della III Olimpiade - Salto con l'asta

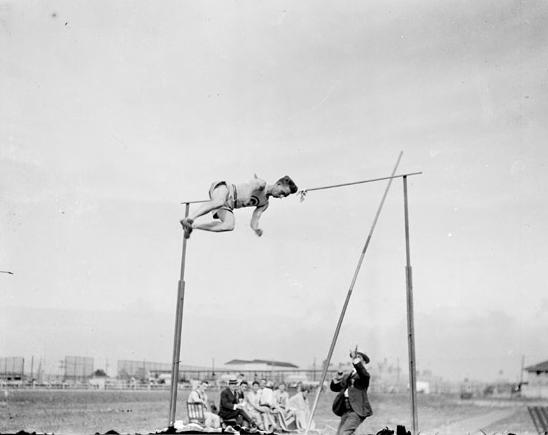
Louis Wilkins, terzo classificato

La gara dei salto con l'asta dei Giochi della III Olimpiade si tenne il 3 settembre 1904 al Francis Field della Washington University di Saint Louis.

## L'eccellenza mondiale
Il Salto con l'asta è una delle poche gare che soffre l'assenza degli atleti europei: manca il francese Fernand Gonder che, il 26 giugno a Parigi, ha valicato l'asticella a 3,69 metri, eguagliando il record americano stabilito due mesi prima da Norman Dole (anch'egli assente).

## La gara
Charles Dvorak era presente a Parigi quattro anni prima. Però il giorno della gara di salto con l'asta, una domenica, la sua università, Michigan, gli chiese di non scendere in pedana.

Nel 1901 e nel 1903 vince il titolo nazionale. Nel 1904 ha la sua seconda occasione olimpica.

All'altezza di 3,43 m Dvorak è rimasto solo: l'oro è suo. Salta 3,50 m poi chiede di porre l'asticella a 3,71 metri, nuovo record nazionale. Non ha fortuna.

I quattro concorrenti che si sono fermati a 3,35 devono disputare gli spareggi per le medaglie. Si scende di tre pollici (7,62 cm), quindi si va a 3,28 metri. Tutti eseguono il salto. Allora, per regolamento, si risale a 3,35. In due, LeRoy Samse e Louis Wilkins, saltano la misura. 

È necessario quindi un ulteriore salto di spareggio per stabilire a chi andrà l'argento e a chi andrà il bronzo. Il regolamento prevede che si salga ancora di 3 pollici. Si arriva quindi a 3,43 metri. Durante la gara nessuno dei due aveva valicato l'asticella a questa misura. Questa volta invece Samse ha la freddezza necessaria e vince il duello.

## Risultati
Viene usato il sistema metrico inglese: le altezze sui ritti sono misurate in pollici.
| Pos.    | Atleta         | Nazione     | Età | Misura ufficiale | Misura inglese |
| ------- | -------------- | ----------- | --- | ---------------- | -------------- |
| Oro     | Charles Dvorak | Stati Uniti | 26  | 3,50 (3,498)     | 11' 5 e ¾"     |
| Argento | LeRoy Samse    | Stati Uniti | 21  | 3,35 (3,346)     | 10' 11 e ¾"    |
| Bronzo  | Louis Wilkins  | Stati Uniti | 22  | 3,35             | 10' 11 e ¾"    |
| 4       | Ward McLanahan | Stati Uniti | 21  | 3,35             | 10' 11 e ¾"    |
| 5       | Claude Allen   | Stati Uniti | 19  | 3,35             | 10' 11 e ¾"    |
| 6       | Walter Dray    | Stati Uniti | 18  | 3,295            | 10' 9 e ¾"     |
| 7       | Paul Weinstein | Germania    | 26  | 3,00             | 9' 10"         |

Dopo la gara Dvorak si ritirò dall'attività agonistica.

## Galleria d'immagini

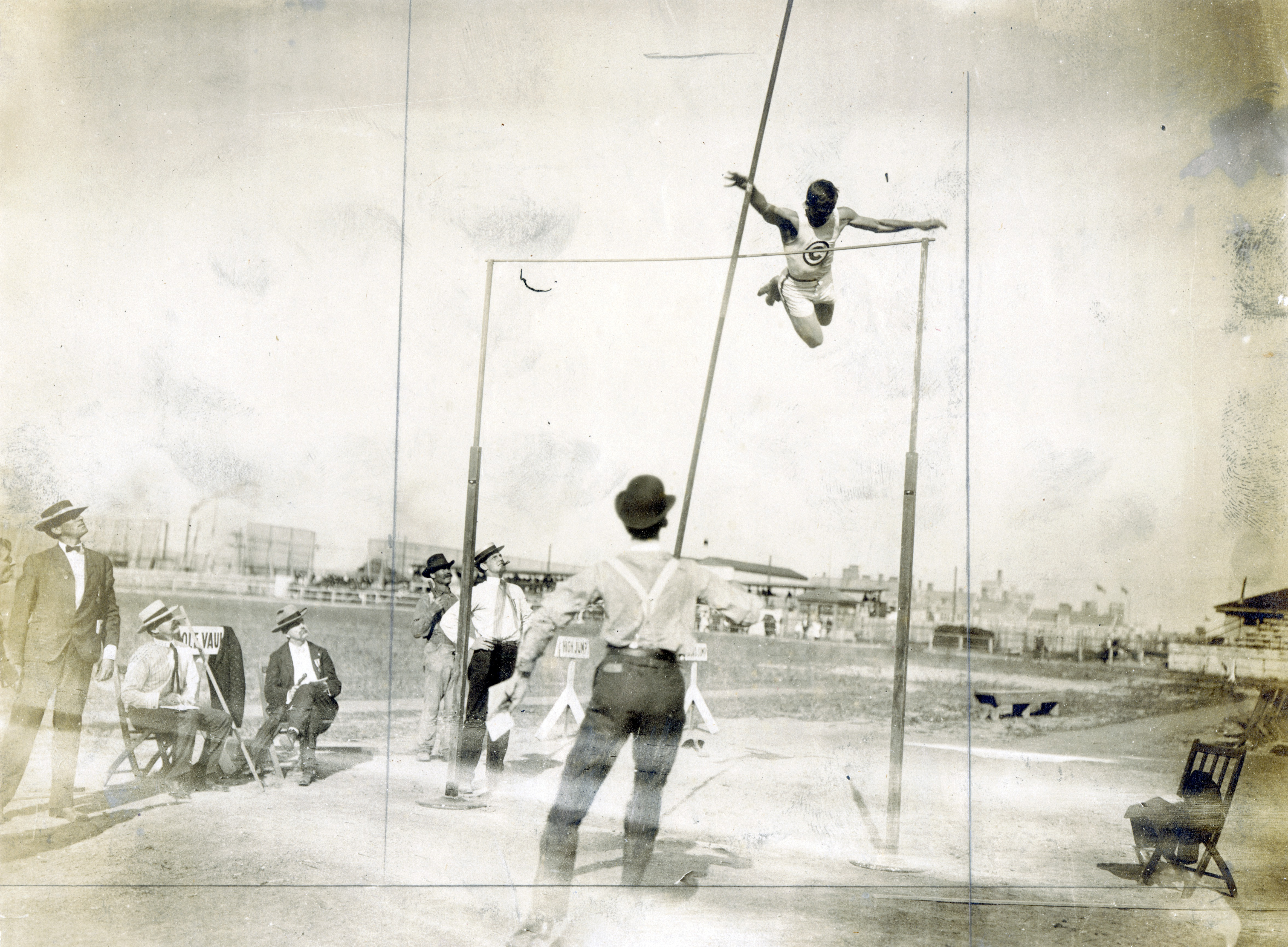
Charles Dvorak è il vincitore della gara.
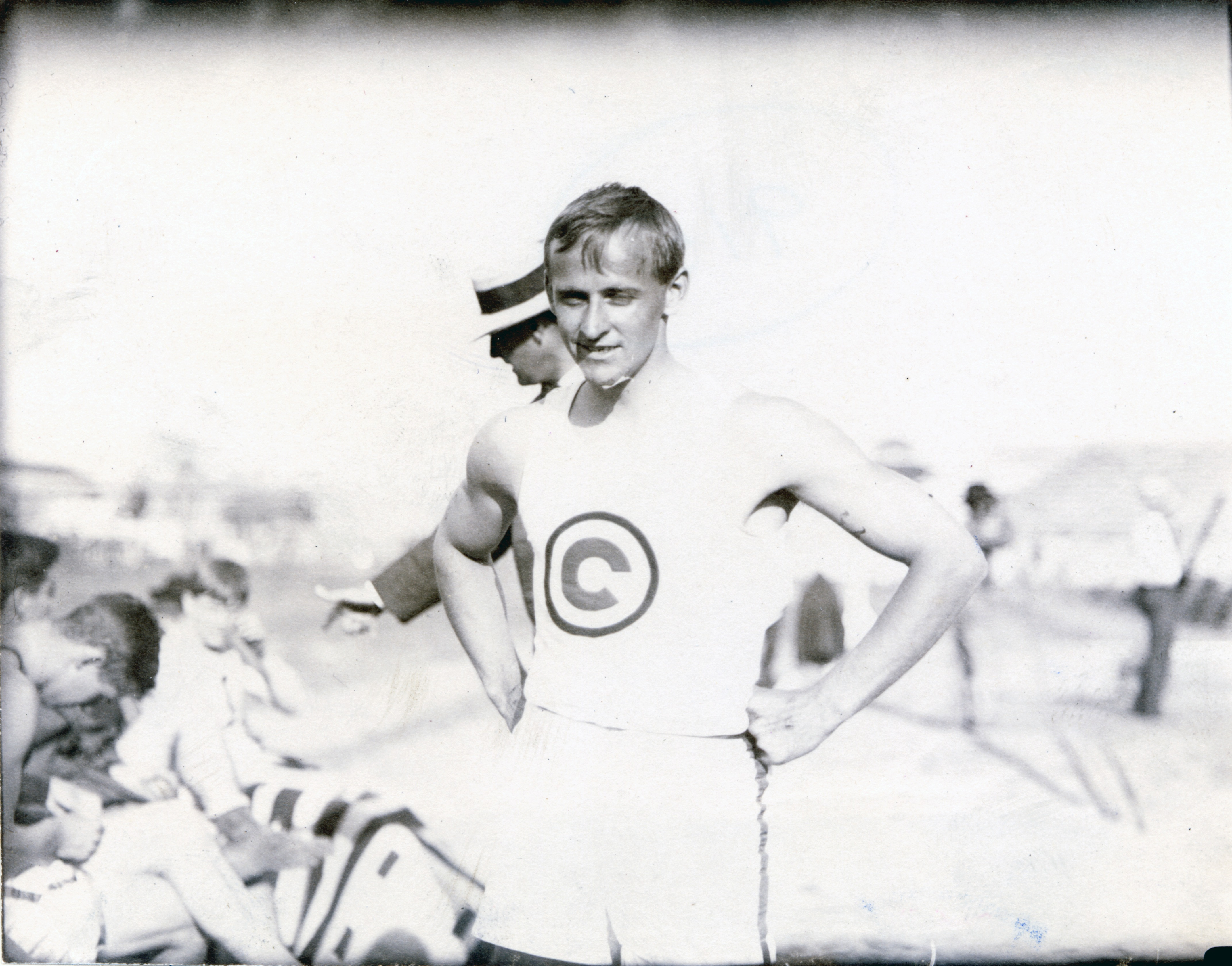
Dvorak con la maglia del Chicago Athletic Club.
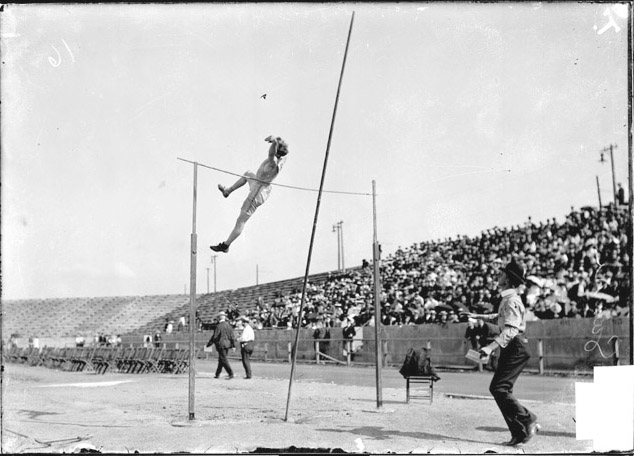
LeRoy Samse, secondo classificato, impegnato nella competizione. In questa immagine si nota che: gli atleti cadono sulla sabbia; il punto di battuta è una semplice buca.
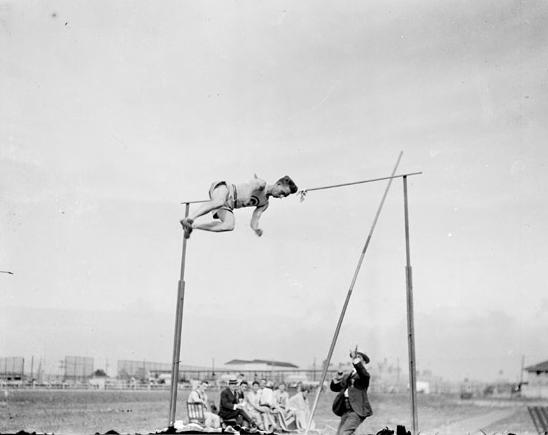
Louis Wilkins, il terzo classificato.
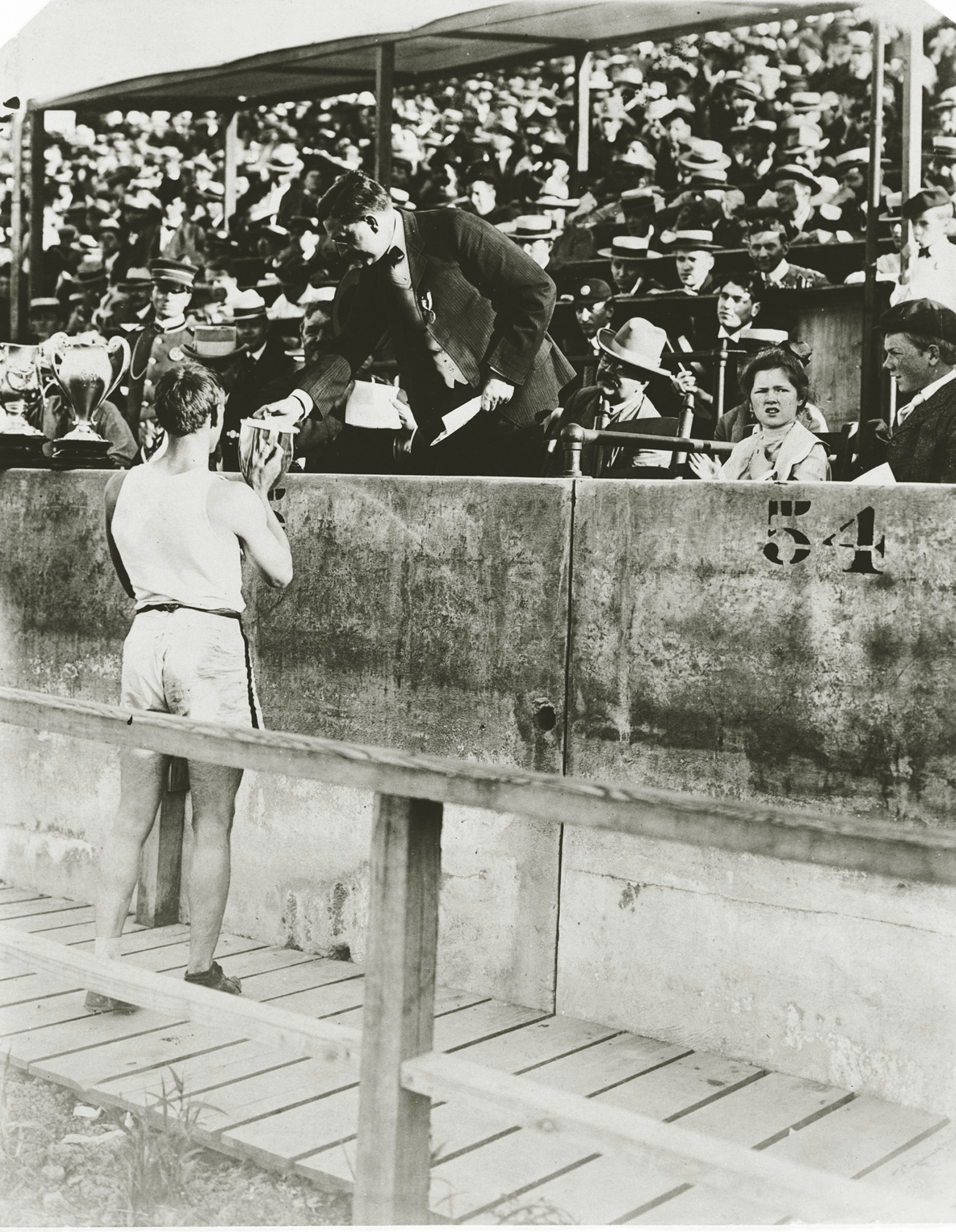
Dvorak riceve la Coppa Baxter, riservata al vincitore della competizione.
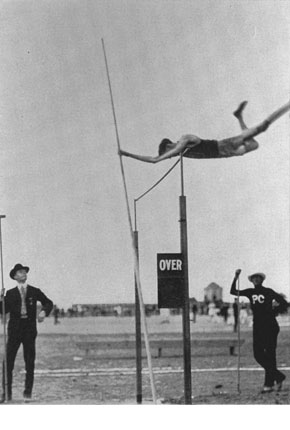
Un atleta impegnato nella competizione.
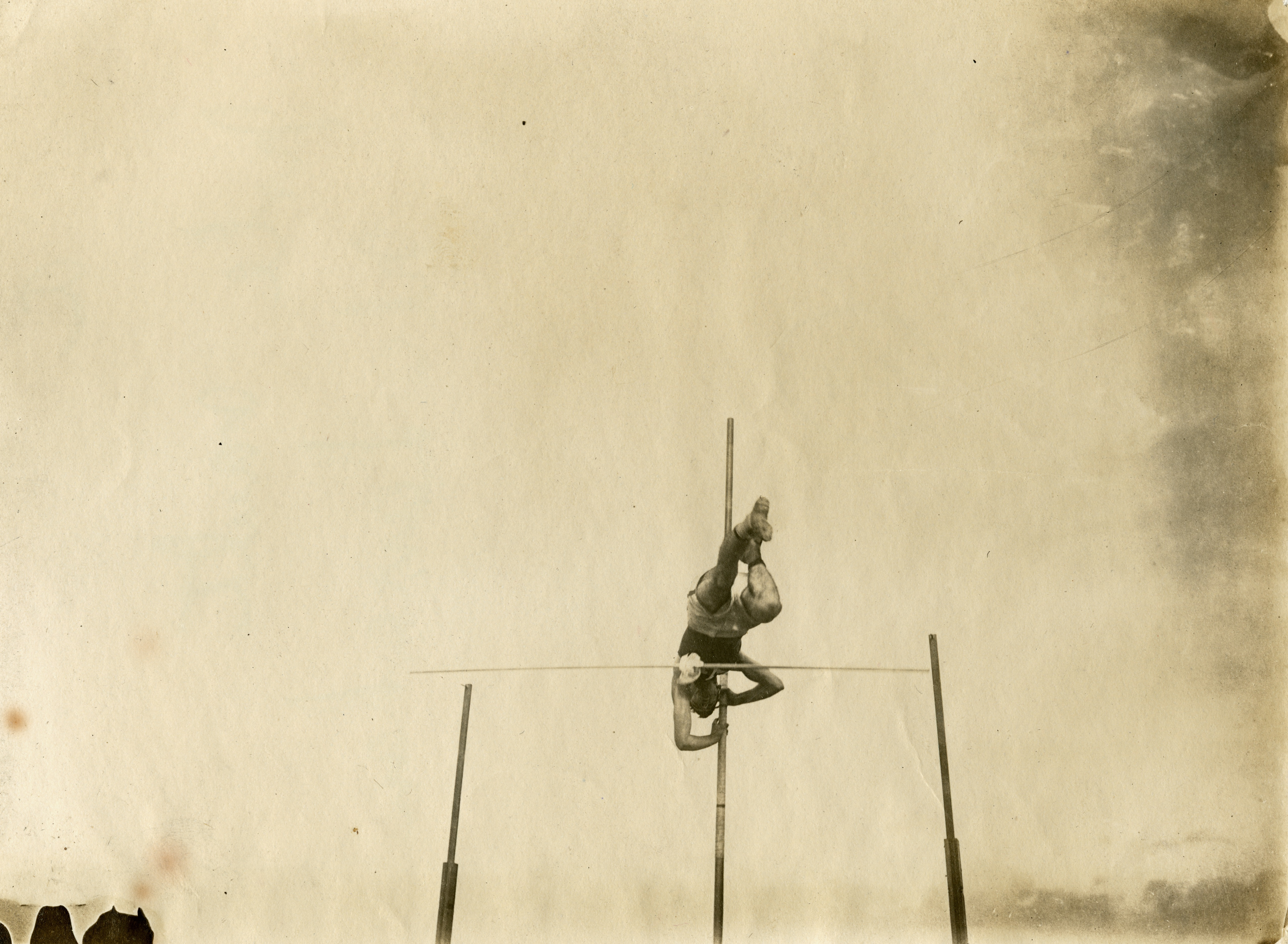
Un salto di Ward McLanahan.